# Gompholobium virgatum
Espèce
Classification APG IV (2016)
Gompholobium virgatum est une espèce de plantes à fleurs de la famille des Fabaceae (légumineuses) endémique au Queensland et en Nouvelle-Galles du Sud en Australie.
Elle se présente sous forme d'un buisson d'un mètre de haut aux feuilles étroites lancéolées formées de trois folioles longues de 12 à 15 mm, aux fleurs jaunes solitaires apparaissant en hiver et au printemps. Le fruit est une gousse.

## Sous-espèces
- Gompholobium virgatum var. virgatum
- Gompholobium virgatum var. aspalathoides